# Thurgoland
Thurgoland est un village et une paroisse civile du Yorkshire du Sud, en Angleterre.